# 폭스땃쥐
폭스땃쥐(학명: Crocidura foxi)는 땃쥐과에 속하는 포유류의 일종이다. 베넹과 부르키나 파소, 카메룬, 중앙아프리카공화국, 차드, 코트디부아르, 감비아, 가나, 기니, 기니비사우, 말리, 나이지리아, 세네갈, 수단 그리고 토고이다. 자연 서식지는 아열대 또는 열대 기후 지역의 습윤 저지대 숲과 습윤 사바나와 농장 지대이다.